# أنيبال رويز
أنيبال رويز (بالإسبانية: Aníbal Ruiz)‏ (مواليد 30 ديسمبر 1942) هو لاعب كرة قدم. يلعب مع منتخب باراغواي لكرة القدم. سبق له أن لعب في كأس العالم لكرة القدم مع منتخب بلاده.

## روابط خارجية
- أنيبال رويز على موقع الاتحاد الدولي (مؤرشف)  (الإنجليزية)
- أنيبال رويز على موقع قاعدة بيانات كرة القدم.إي يو (الإنجليزية)
- أنيبال رويز على موقع ناشيونال فوتبول تيمز (الإنجليزية)
- أنيبال رويز على موقع عالم كرة القدم.نت (الإنجليزية)